# هايدن مورغان
هايدن مورغان (5 يوليو 1973 في المملكة المتحدة - )  (بالإنجليزية: Haydn Morgan)‏ هو لاعب كريكت نيوزلندي. لعب مع Central Districts cricket team ‏ وDevon County Cricket Club ‏.

## وصلات خارجية
- هايدن مورغان على موقع إي آس بي آن كريك إنفو (الإنجليزية)